# Acaulon fontiquerianum
Acaulon fontiquerianum là một loài rêu trong họ Pottiaceae. Loài này được Casas & Sérgio mô tả khoa học đầu tiên năm 1990.